# Hayalin
Hayalin (tiếng Ả Rập: حيالين, cũng đánh vần Hayaleen hoặc Hiyalin) là một ngôi làng ở phía tây bắc Syria, một phần hành chính của Tỉnh Hama, nằm ở phía tây bắc của Hama. Các địa phương lân cận bao gồm al-Suqaylabiyah, trung tâm hành chính của huyện, về phía tây, Qalaat al-Madiq về phía tây bắc, Bureij và Kirnaz ở phía bắc, al-Lataminah về phía đông, Shaizar, Tremseh và Safsafiyah về phía đông nam và TellSalhab về phía nam. Theo Cục Thống kê Trung ương, nó có dân số 3.913 người trong cuộc điều tra dân số năm 2004. Cư dân của nó chủ yếu là người Hồi giáo Sunni.
Năm 2005, 18 người từ Hayalin đã bị giam giữ trong các vụ bắt giữ hàng loạt trên toàn quốc đối với những người Hồi giáo bị nghi ngờ hoặc là thành viên của tổ chức Anh em Hồi giáo, một hành vi phạm tội nghiêm trọng ở Syria. Trong cuộc Nội chiến Syria đang diễn ra bắt đầu vào năm 2011, Hayalin đã trải qua bạo lực do chiến đấu giữa các lực lượng chính phủ và phiến quân đối lập. Đài quan sát nhân quyền Syria (SOHR) báo cáo rằng các lực lượng chính phủ đã pháo kích ngôi làng vào ngày 13 tháng 5 năm 2012. Phiến quân tuyên bố đã chiếm được Hayalin vào ngày 17 tháng 12 cùng với một loạt các thị trấn khác trong một cuộc tấn công chống lại khu vực Hama. Theo Ủy ban Điều phối Địa phương (LCC), các lực lượng an ninh được báo cáo đã bao vây các trạm kiểm soát bên ngoài làng, dẫn đến nghi ngờ về việc liệu phiến quân có toàn quyền kiểm soát Hayalin, không giống như những nơi khác mà chúng chiếm được trong chiến dịch. Vào ngày 7 tháng 7 năm 2013, Quân đội Syria đã chiếm được thị trấn.